# Юрчишин Надія-Софія
Надія-Софія Юрчишин (нар. 16 жовтня 1921 в місті Бережани Тернопільської області) — членкиня ОУН, в 18-літньому віці була арештована радянською владою і рік була ув'язненна.

## До життєпису
Навчалася у гімназії українського педагогічного товариства «Рідна Школа» у Тернополі. Там вступила до місцевої організації ОУН, яка підпільно діяла в цьому навчальному закладі.
25 грудня 1939 заарештована радянською владою за приналежність до ОУН. Вийшла з тюрми через рік у 1940 хвора і з опухлими ногами. Відпустили через відсутність суттєвих доказів.
За німецької окупації Надія Юрчишин працювала друкаркою. 
У 1957 році почала працювати у нотаріальній конторі. Знала декілька мов: німецьку, польську і латину.
В 1959 році з родиною переїхала у Львів, поступила у Львівський національний університет ім. Франка на юридичний факультет, і в 1964 році закінчила його. Після цього працювала нотаріусом, а потім, у 1984 була призначена суддею у Шевченківському районі Львова. Пропрацювала на цій посаді рік, і вийшла на пенсію.  
Має трьох дітей, сім онуків, шістандцять правнуків і одну праправнучку.